# Joni Madden
Joni Madden ist eine österreichische Band aus Wien. Im Jahr 2001 hat die Band den Amadeus Austrian Music Award in der Kategorie Künstlerin Pop/Rock national für Hey Yo! verliehen bekommen.

## Diskografie

### Alben
- 1993: Joni Madden (Spray Records)
- 1994: Hidden in the Rain (Scandinavian Records)
- 2000: Hey Yo! (Edel Records)

### Singles und EPs
- 1993: Hidden in the Rain (Spray Records, Scandinavian Records)
- 2000: Marque & Joni Madden - Reaching For The Stars (Edel Records)